# Agromyza basilaris
Agromyza basilaris är en tvåvingeart som beskrevs av Joseph Waltl 1837. Agromyza basilaris ingår i släktet Agromyza och familjen minerarflugor.
Artens utbredningsområde är Tyskland. Inga underarter finns listade i Catalogue of Life.